# 엔소 로코
엔소 파블로 로코 로코(스페인어: Enzo Pablo Roco Roco, 1992년 8월 16일 ~ )는 칠레의 축구 선수로, 현재 튀르키예 쉬페르리그의 파티흐 카라귐뤼크에서 활약하고 있다. 포지션은 센터백이다.